# Рошон, Жан-Пьер Морис де
Жан-Пьер Морис де Рошон (29 марта 1749, Брест, Королевство Франция — 1796, Бастия, Корсика) — французский военачальник, участник Революционных войн, бригадный генерал.

## Биография
Будущий генерал родился в Бресте, портовом городе в провинции Бретань. Младший брат физика и астронома, аббата Рошона (1741—1817).
Избрав военную карьеру, поступил на службу в Королевскую армию. Служил в пехоте. Принял Великую французскую революцию и к 1793 году стал полковником и командиром 26-го полка линейной пехоты.
В декабре того же года был произведён в бригадные генералы, и направлен на охваченную смутой Корсику.
В 1796 году войска генерала Рошона вели бои за город Бастия. Адъютантом Рошона в ходе этих боёв был будущий видный французский  военачальник, генерал (тогда — офицер) Оноре Виаль.
Генерал Рошон погиб смертью храбрых в ходе боёв за город.